# Grijskopkievit
De grijskopkievit (Vanellus cinereus) behoort tot de familie van kieviten en plevieren (Charadriidae).

## Verspreiding en leefgebied
Deze soort komt voor in oostelijk Siberië, Japan, noordoostelijk en oostelijk China.

## Voorkomen in Nederland
De grijskopkievit is een zeldzame dwaalgast in West-Europa die slechts één keer in Nederland is waargenomen en wel in 2019 in het zuidwesten van Friesland.

## Status
De grootte van de populatie is in 2006 geschat op 25-100 duizend individuen. Op de Rode lijst van de IUCN heeft deze soort de status niet bedreigd.